# Château de Sampigny
Le château de Sampigny est un château situé place du Pibout dans la commune de Gerzat dans le département du Puy-de-Dôme en région Auvergne.

## Histoire
Le château de Sampigny est construit en 1668 pour Pierre de Vernaison, receveur des consignations de Riom. En 1732, par mariage le château devient la propriété du comte Gabriel-François de Sampigny d'Issoncourt, marquis d'Effiat.
Le château fait l’objet d’une inscription au titre des monuments historiques depuis le 24 février 1976.